# Stjepan Mohorovičić
Stjepan Mohorovičić, hrvaški fizik, geofizik in astrofizik * 20. avgust, 1890, Bakar (Hrvaška), † 13. februar 1980, Zagreb, Hrvaška.

## Življenje
Njegov oče je znani hrvaški meteorolog in seizmolog Andrija Mohorovičić (1857 – 1936). Študiral je v Zagrebu in Göttingenu. Po študiju je predaval na gimnazijah v Bjelovarju, Koprivnici in Osijeku. Doktoriral je na Univerzi v Zagrebu, pozneje je bil gimnazijski profesor. Nasprotoval je Einsteinovi splošni teoriji relativnosti in zaradi tega ni dobil primernega priznanja za svoje znanstveno delo. 

## Delo
Stjepan Mohorovičić se imenuje tudi oče pozitronija. Pozitronij je vezano stanje elektrona in njegovega antidelca pozitrona. Stjepan Mohorovičić je predvideval obstoj pozitronija že v letu 1934. O tem je pisal v znani nemški znanstveni reviji Astronomische Nachrichten . 
Pozitronij je eksperimentalno odkril avstrijsko-ameriški fizik Martin Deutsch (1917 – 2002) leta 1951.